# Urinetherapie
Urinetherapie (ook: urotherapie) is het op regelmatige basis drinken van de eigen urine met het oog op genezing van kwalen en ziekten. Het is een therapie waarvan de werkzaamheid niet wetenschappelijk is aangetoond. Om deze reden is de therapie in strijd met het principe van evidence-based medicine.
Urinetherapie is een oud Chinees en een oud Indiaas Ayurvedisch gebruik dat tal van heilzame effecten zou hebben, bijvoorbeeld bij de behandeling van kanker. Volgens de Ayurveda bevat urine duizenden biochemische verbindingen, zoals belangrijke voedingsstoffen, enzymen, hormonen en natuurlijke antistoffen, waarvan er slechts zo'n 200 zijn bestudeerd.